# Рибарци (Болгария)
Рибарци (болг. Рибарци) — село в Болгарии. Находится в Кырджалийской области, входит в общину Ардино. Население составляет 38 человек.